# Liolaemus cyanogaster
Espèce
Synonymes
- Proctotretus cyanogaster Duméril & Bibron, 1837
- Proctotretus intermedius Duméril, 1864
- Liolaemus brattstroemi Donoso-Barros, 1961

Statut de conservation UICN

 LC  : Préoccupation mineure
Liolaemus cyanogaster est une espèce de sauriens de la famille des Liolaemidae.

## Répartition
Cette espèce se rencontre au Chili de la région du Biobío à la région des Lacs et en Argentine dans le parc national Nahuel Huapi. Elle vit dans les forêts tempérées valdiviennes et dans les prairies.

## Description
C'est un saurien vivipare.

## Liste des sous-espèces
Selon The Reptile Database (14 mars 2013) :
- Liolaemus cyanogaster brattstroemi Donoso-Barros, 1961
- Liolaemus cyanogaster cyanogaster (Duméril & Biron, 1837)

## Publications originales
- Duméril & Bibron, 1837 : Erpétologie Générale ou Histoire Naturelle Complète des Reptiles. Librairie. Encyclopédique Roret, Paris, vol. 4, p. 1-570 (texte intégral).
- Donoso-Barros, 1961 : The reptiles of the Lund University Chile Expedition. Copeia, vol. 1961, no 4, p. 486-488.